# Liste der diplomatischen Vertretungen in Kap Verde

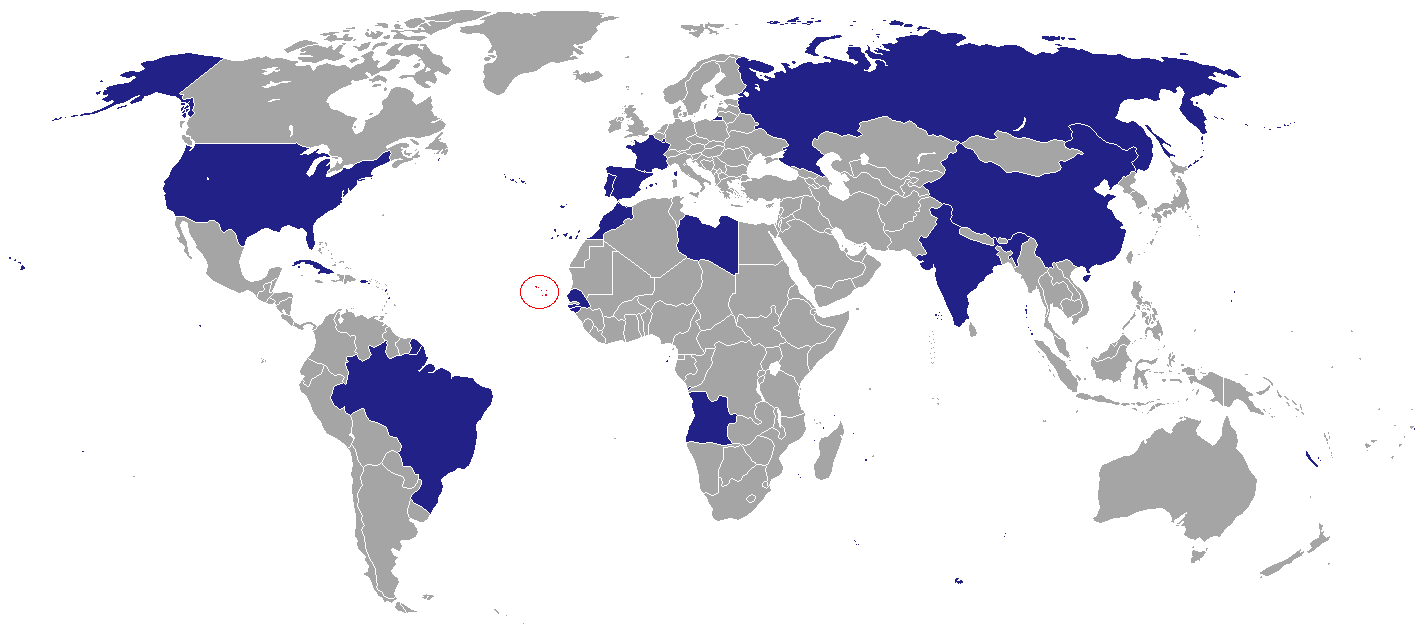
Staaten mit einer Botschaft in Kap Verde (2014)

Die Liste der diplomatischen Vertretungen in Kap Verde führt Botschaften und Konsulate auf, die im afrikanischen Inselstaat Kap Verde eingerichtet sind (Stand April 2017).
Im April 2017 waren Vertreter aus 14 Ländern in Kap Verde vor Ort akkreditiert, davon neun vollwertige Botschaften.
Die Europäische Union unterhält gute Kontakte zur ehemaligen Portugiesischen Kolonie Kap Verde und unterhält dort ein Vertretungsbüro, in der Avenida Rotary International in der Hauptstadt Praia.

## Diplomatische Vertretungen in Praia

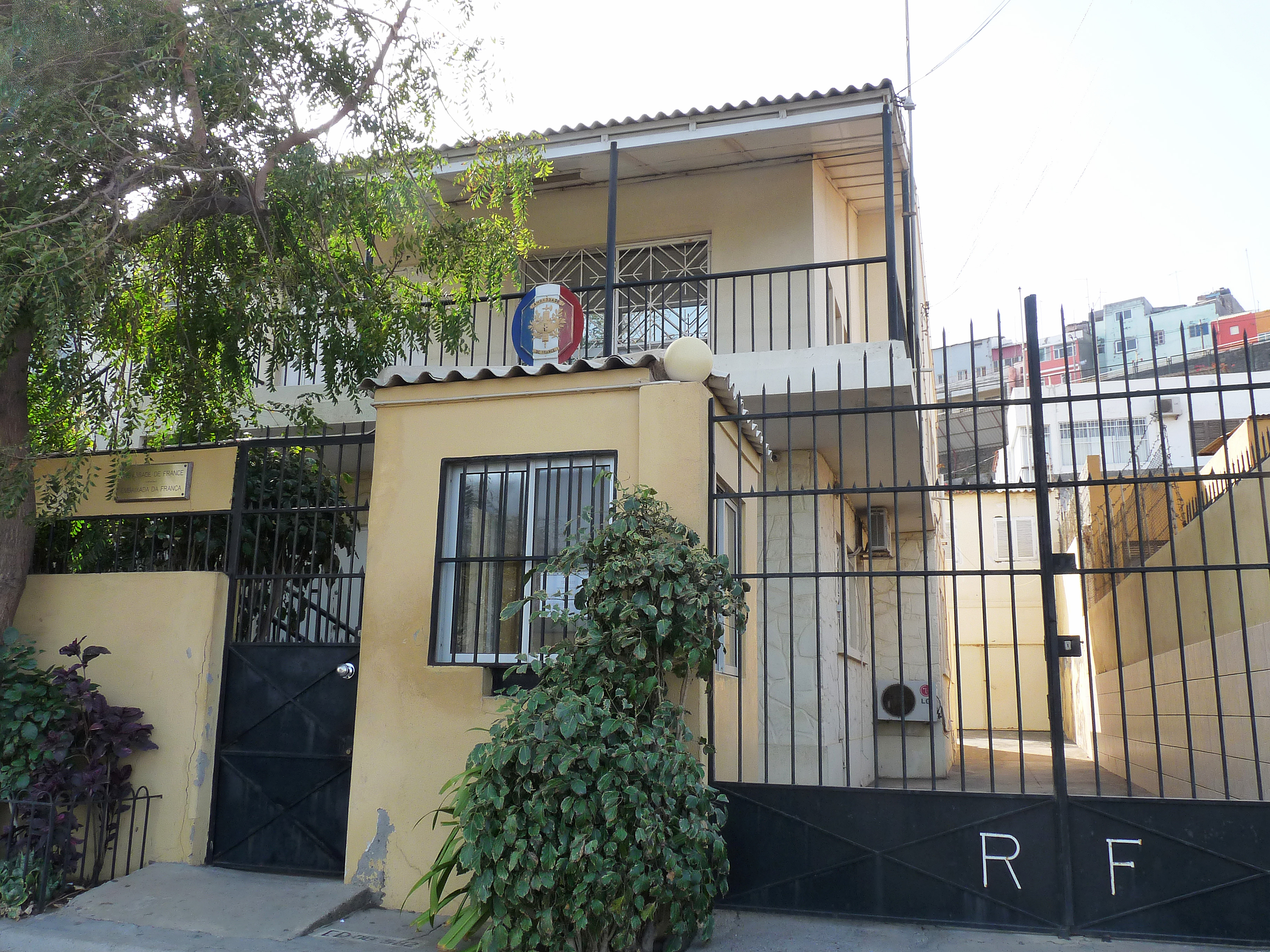
Die Botschaft Frankreichs in Praia

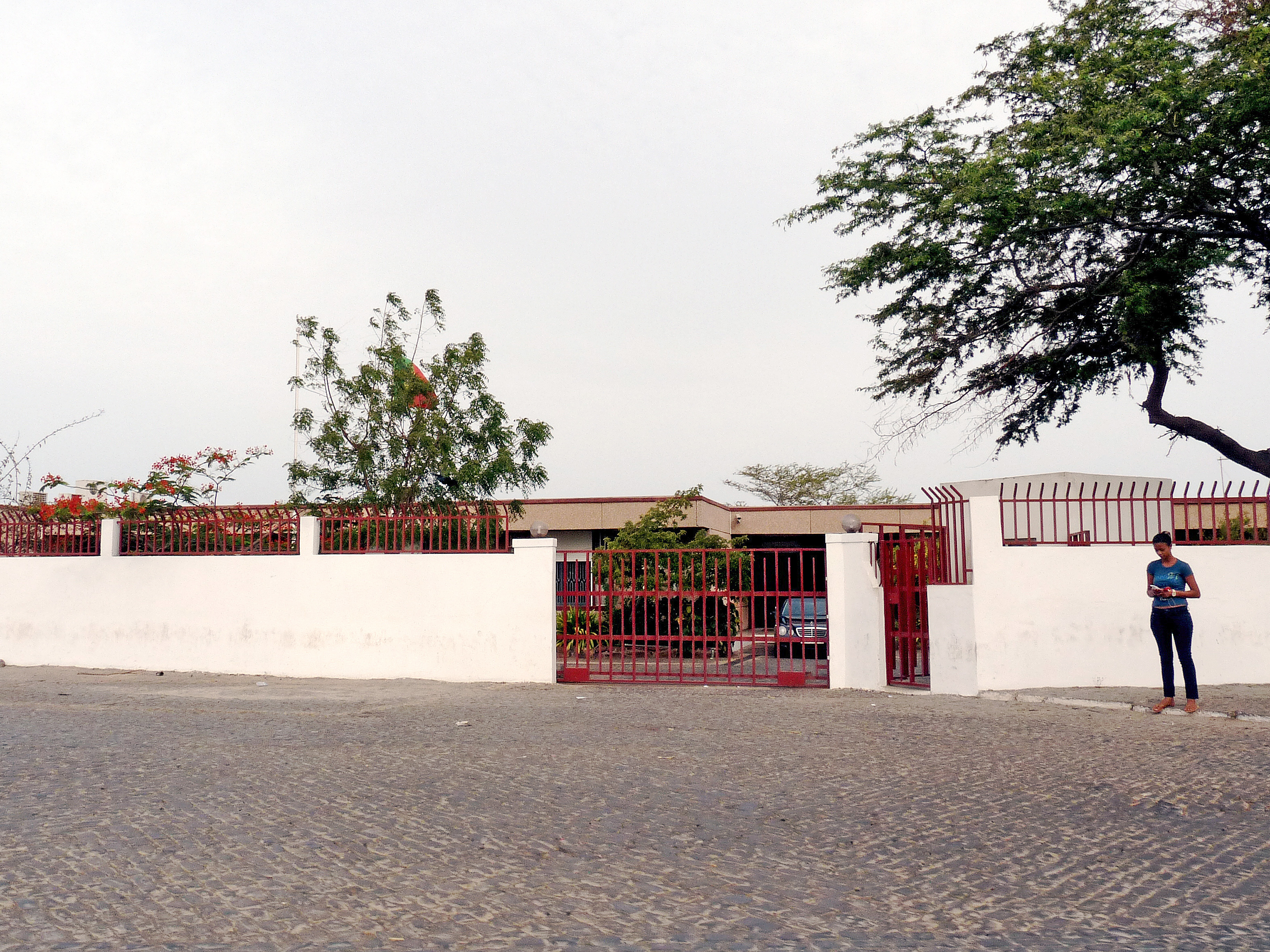
Die Botschaft Portugals in Praia

Botschaften in der Hauptstadt Praia:
- Angola: Botschaft
- Brasilien: Botschaft
- Volksrepublik China: Botschaft
- Kuba: Botschaft
- Frankreich: Botschaft
- Guinea-Bissau: Botschaft[5]
- Heiliger Stuhl: Botschaft
- Libanon: Botschaft
- Luxemburg: Botschaft
- Nigeria: Botschaftsbüro
- Portugal: Botschaft
- Russland: Botschaft
- Senegal: Botschaft
- Spanien: Botschaft
- Vereinigte Staaten: Botschaft

## Diplomatische Vertretungen in Kap Verde

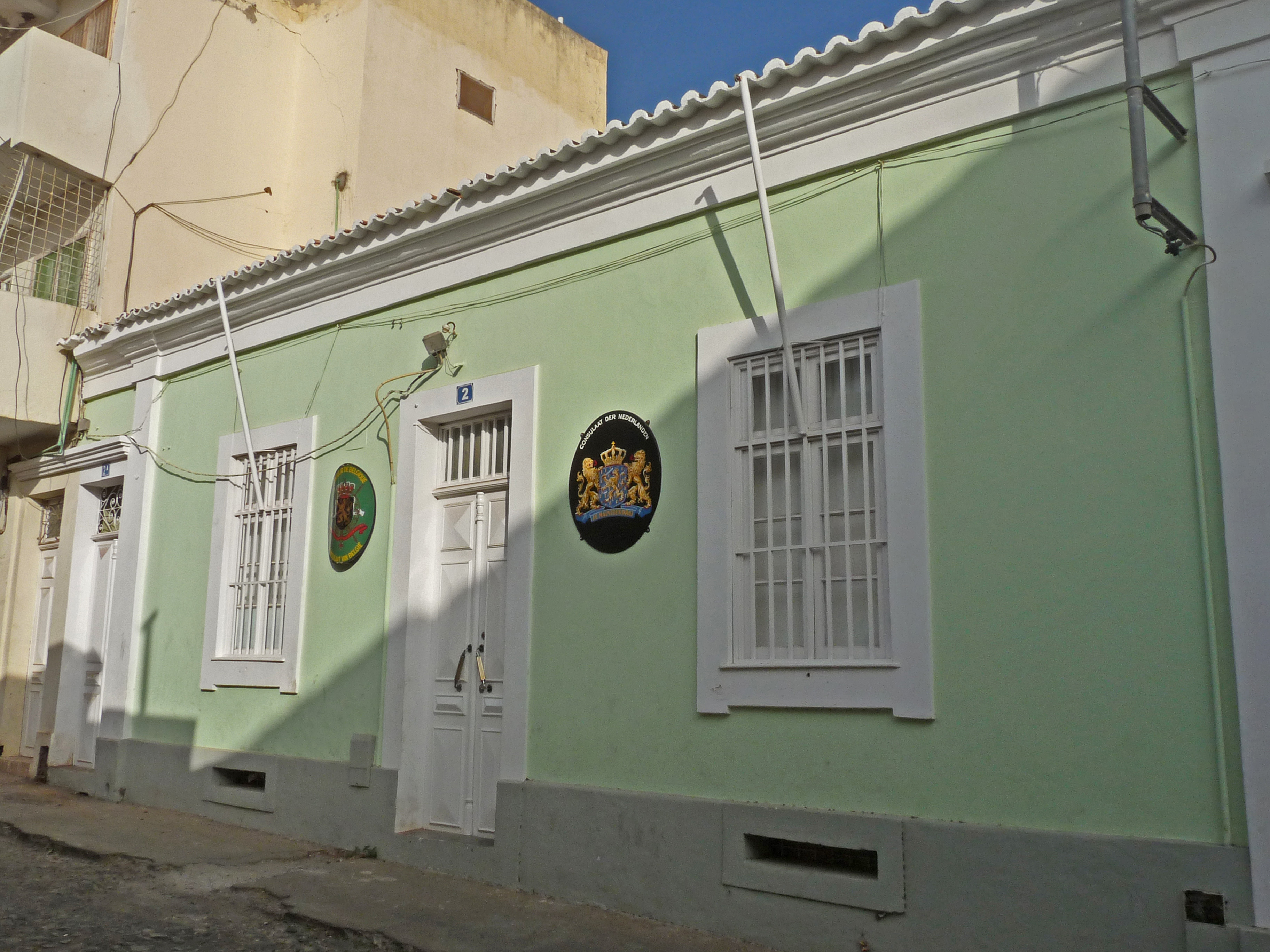
Das belgische und das niederländische Konsulat in Praia

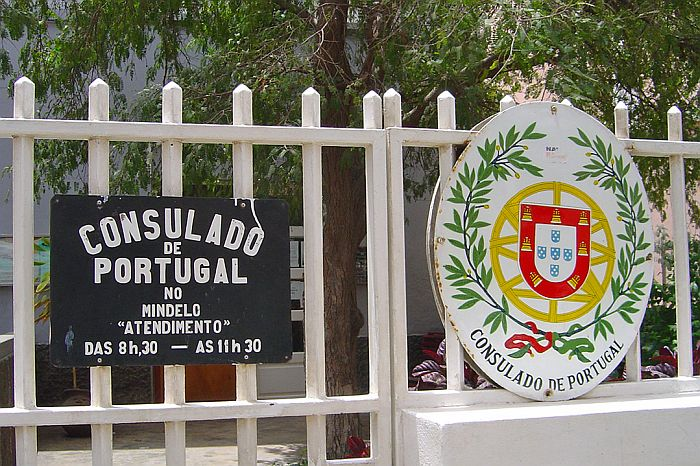
Das portugiesische Konsulat in Mindelo

Konsulate und Honorarkonsulate in Kap Verde:
- Belgien: Konsulat in Praia
- Dänemark: Konsulat in Mindelo
- Deutschland: Konsulat in Praia
- Ecuador: Konsulat in Praia
- Frankreich: Konsulate in Mindelo, Sal Rei und Santa Maria
- Niederlande: Konsulate in Praia und in Mindelo

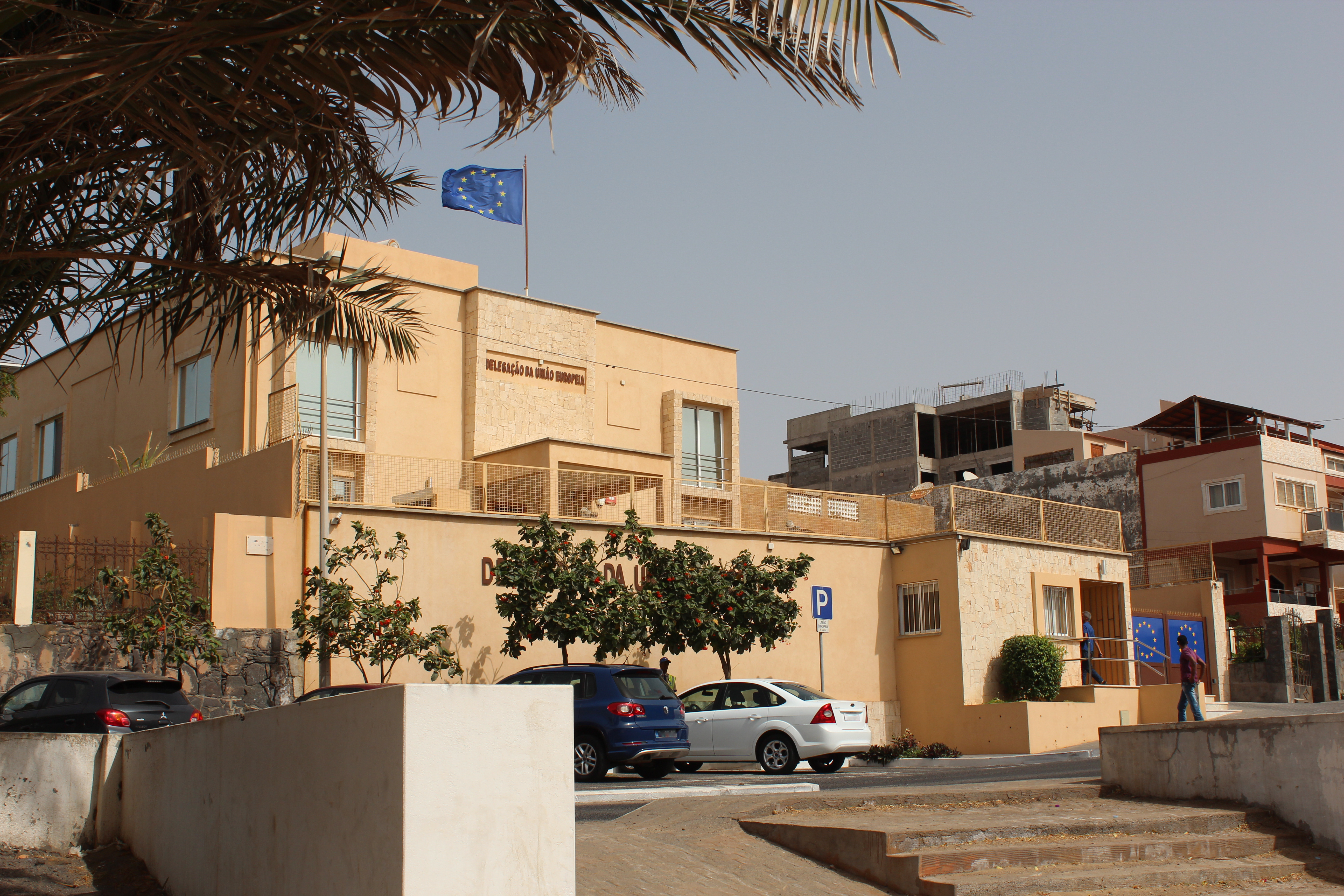
Die EU-Delegation in Praia

- Italien: Konsulat in Praia
- Pakistan: Konsulat in Praia
- Portugal: Konsulat in Mindelo
- Rumänien: Konsulat in Praia
- Schweden: Konsulat in Praia
- Schweiz: Konsulat in Praia
- Tschechien: Konsulat in Praia
- Vereinigtes Königreich: Konsulat in Mindelo

## Vertretungen Internationaler Organisationen
- Europäische Union: Delegation[1]
- AU: Alternierende Kommissariatsbüros[7]